# Vorstengraf (Sonnenbühl)
Het Vorstengraf Sonnenbühl is een Keltische grafheuvel (een vorstengraf) uit de 5e eeuw v.Chr. bij Uitikon in Zwitserland. Dit vorstengraf lag in de omgeving van het oppidum Uetliberg. De grafheuvel werd ca. 400 v.Chr. opgericht. Het Vorstengraf Sonnenbübhl is de rustplaats van een vrouw. 

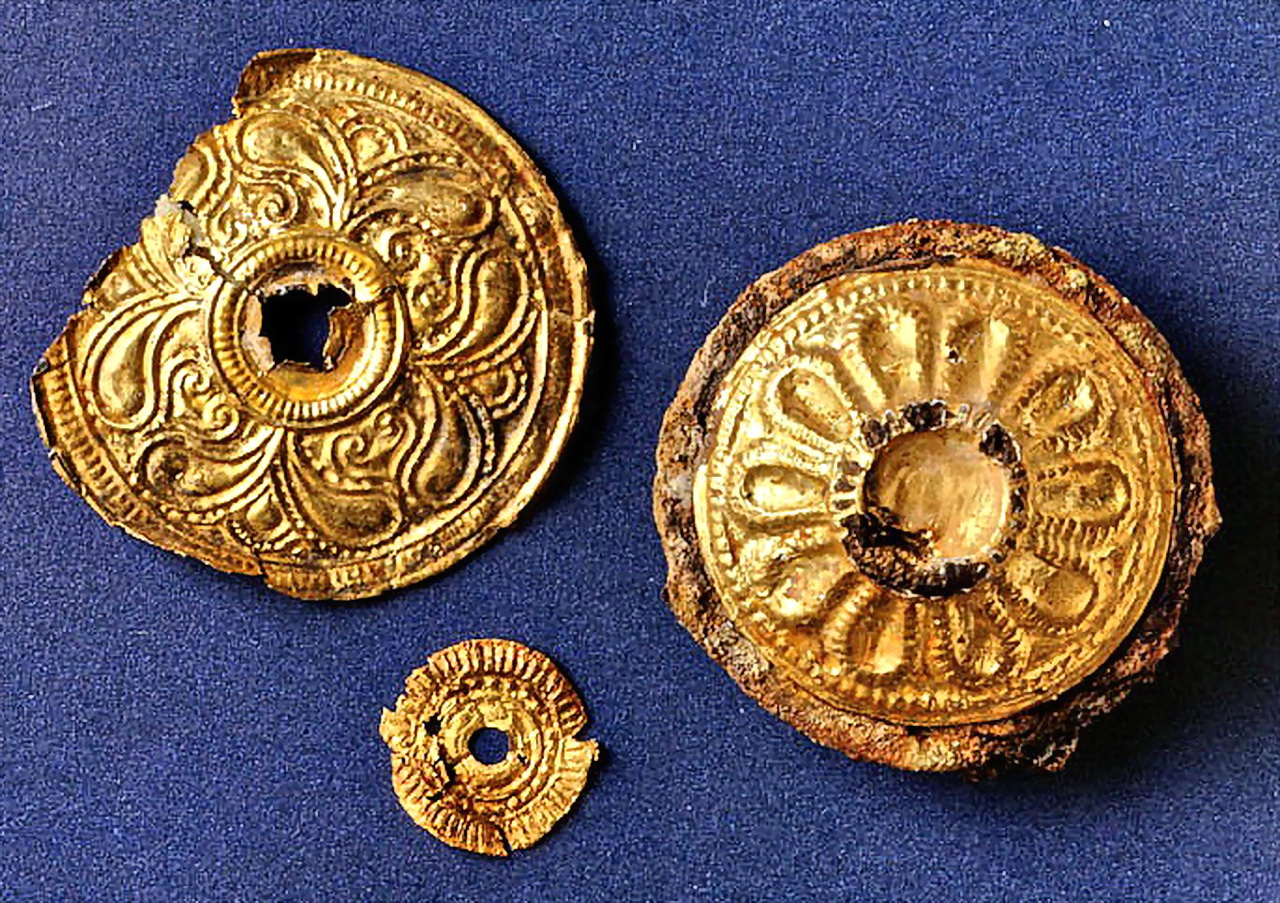
Gouden schijffibula uit de La Tène-periode

Archeologen werden in 1900 op deze grafheuvel gewezen. Wetenschappelijk onderzoek volgde pas in 1979. In 1979 was de grafheuvel nog 3 meter hoog en had een doorsnede van 20 meter. De grafheuvel was van leem gemaakt en werd afgedekt met stenen.
De grafkamer zelf was  3,2meter lang, 3,4 meter breed en 1 meter hoog en werd uitgehakt uit de grondmorene. Niet lang na de begrafenis werd het graf geroofd. Ondanks deze roof werden nog kostbare grafgiften teruggevonden in de grafkamer, waarvan enkele worden tentoongesteld in het Landesmuseum Zürich. De gouden schijffibula tonen overeenkomsten met gouden voorwerpen die gevonden zijn in de Vorstengraven van Kleinaspergle, Schwarzenbach, Weiskirche en andere.
Archeologische vondsten in de omgeving tonen aan dat dit gebied al in het Neolithicum een belangrijke plek is geweest.